# Hold Your Colour
Hold Your Colour — дебютный альбом австралийского музыкального коллектива Pendulum, выпущенный лейблом Breakbeat Kaos в июле 2005 года. Альбом содержит дуэты с The Freestylers, Fats & TC, Tenor Fly. Большинство песен с альбома, а именно: «Slam», «Out Here», «Tarantula», «Fasten Your Seatbelt», «Still Grey», «Another Planet» и «Streamline» стали синглами. На композицию «Slam» был снят видеоклип.

## Список композиций

### Оригинальное издание
1. «Prelude» — 0:52
2. «Slam» — 5:44
3. «Plasticworld» (featuring Fats & TC) — 6:21
4. «Fasten Your Seatbelt» (featuring The Freestylers) — 6:38
5. «Through the Loop» — 6:13
6. «Sounds of Life» (featuring Jasmine Yee) — 5:21
7. «Girl in the Fire» — 4:53
8. «Tarantula» (featuring Fresh, $pyda & Tenor Fly) — 5:31
9. «Out Here» — 6:07
10. «Hold Your Colour» — 5:28
11. «The Terminal» — 5:42
12. «Streamline» — 5:23
13. «Another Planet» — 7:38
14. «Still Grey» — 7:51

### Переиздание 2007 года
Последние 2 песни были заменены на :
1. «Blood Sugar» — 5:17
2. «Axle Grinder» — 4:09

### Виниловое издание
Виниловое издание содержит в себе композиции, выпущенные синглами:
сторона 1
1. «Hold Your Colour» — 5:28
2. «Girl in the Fire» — 4:53
3. «Through the Loop» — 6:13

сторона 2
1. «Plasticworld» (featuring Fats & TC) — 6:21
2. «The Terminal» — 5:42
3. «Sounds of Life» (featuring Jasmine Yee) — 5:21

## Реакция
Альбом получил положительные оценки у критиков в Великобритании и в Австралии. 225 000 разошедшихся копий указывают на коммерческий успех альбома.